# Santos Labaca
Santos Labaca, španski rokometaš, * 1. november 1949, Gipuzkoa.
Leta 1972 je na poletnih olimpijskih igrah v Münchnu v sestavi španske rokometne reprezentance osvojil 15. mesto.